# Dmitri Averkiev
Dmitri Vassilievitch Averkiev (Дми́трий Васи́льевич Аве́ркиев ; 1836-1905) est un dramaturge, critique de théâtre et traducteur russe.

## Biographie
Averkiev descend d'une famille de riches marchands. Il naît à Ekaterinodar, le 30 septembre/12 octobre 1836. En 1854, il est diplômé de l'école de commerce de Saint-Pétersbourg et en 1859 de sciences naturelles de l'université de Saint-Pétersbourg.
Alors qu'il est étudiant, il est arrêté pendant trois jours à cause d'une dispute avec un officier du régiment de la Garde de Gatchina, le lieutenant Chembel au théâtre Alexandra. Il commence à traduire des livres de sciences naturelles en russe et à partir de 1866 se tourne vers l'écriture pour le théâtre. Il collabore à la revue L'Époque («Эпоха»), au journaux La Gazette de Moscou («Московские ведомости») et Le Temps nouveau («Новое время»). En 1869-1871, il dirige la section littéraire de L'illustration universelle. En 1863-1865, il écrit avec Alexandre Serov le livret de son opéra Rogneda. Le 9 novembre 1874, il est fait membre effectif de la Société des amateurs des lettres russes.
Parmi ses pièces ayant connu un certain succès, l'on peut distinguer Frol Skobeïev («Фрол Скобеев», comédie sur un noble russe - Flor Skobeïev - et Annouchka, la fille de l'intendant Nardine Nachtchekine, 1869) et L'Antiquité de Kachira («Каширская старина», 1872). Ses pièces sont restées au répertoire, même sous la période soviétique. Outre de nombreuses pièces, Averkiev est l'auteur de nouvelles, de récits, de poèmes, d'articles de presse de critique littéraire et de théâtre. Il est aussi l'auteur d'un ouvrage théorique intitulé Sur le théâtre («О драме», Saint-Pétersbourg, 1893, 2de éd. 1907) pour lequel il reçoit la moitié du prix Pouchkine en 1893.
Apollon Grigoriev, qui était son ami proche, a eu une grande influence sur la formation des vues esthétiques d'Averkiev. Comme Youlia S. Getman le note dans sa thèse de recherche, Les Spécificités de la dramaturgie historique de D. V. Averkiev, les drames historiques sont au centre de son activité d'écriture. Cependant, de son vivant, ses pièces n'ont pas remporté de grands succès. Cela était dû aux vues esthétiques du dramaturge. Il dépeint en effet l'histoire, non pas dans des événements à grande échelle, mais dans la vie privée et non officielle des hommes d'État. Les œuvres du dramaturge, étroitement liées à son journalisme, ont provoqué les attaques des critiques du camp démocrate radical. ceux-ci mettaient en doute l'authenticité des événements représentés et les personnages de ses pièces. Ils n'ont pas accepté par exemple les idées du dramaturge concernant son interprétation de la personnalité de Dmitri Donskoï et son rôle dans l'histoire de Russie.
Après la Révolution de 1917, l'œuvre d'Averkiev n'est pas remise en cause; pourtant il croyait que seule l'autocratie pouvait protéger le pays du désordre et il était plutôt slavophile dans sa prime jeunesse. Le dramaturge trouvait son idéal social dans la Russie d'avant Pierre le Grand, qui ne connaissait pas les révolutions destructrices et qui selon lui témoignait de l'union du peuple et du tsar.
Dans les années 1960-1980, la critique littéraire soviétique tente d'analyser les pièces historiques d'Averkiev dans le contexte de l'étude du théâtre de la seconde moitié du XIXe siècle. Les études modernes des pièces historiques d'Averkiev sont davantage axées sur la compréhension d'œuvres spécifiques et sont de nature générale.
Averkiev meurt le 7 janvier 1905. Il est enterré au cimetière Saint-Nicolas de la laure Saint-Alexandre-Nevski,.